# Phiale gratiosa
Phiale gratiosa là một loài nhện trong họ Salticidae.
Loài này thuộc chi Phiale. Phiale gratiosa được Carl Ludwig Koch miêu tả năm 1846.